# Ollie Kearns
Oliver Anthony "Ollie" Kearns (12 de junio de 1956) es un exfutbolista inglés que jugó en the Football League de Reading, Oxford United, Walsall, Hereford United y Wrexham durante los años 1970 y 1980. Se anotó el primer gol para el recién formado  Rushden & Diamonds el 22 de agosto de 1992 contra  Bilston Town en el Southern League Midland Division.

## Trayectoria
Kearns nació en Banbury, Oxfordshire y es de ascendencia irlandesa. Comenzó su carrera en el club local de fútbol Banbury United antes de firmar para Third Division clube Reading en 1977 a la edad de 20. Reading fue relegado a la Fourth Division en su primera temporada, pero se recuperó dos años más tarde, como Kearns agregó 11 goles en la liga a los 16 que anotó la temporada anterior. Luego se unió a  Oxford United, y anotó en Jim Smith's primer juego como mánager. Sin embargo, él era sólo para pasar un año en la Manor Ground antes de su traslado a Walsall, también de la tercera división, en 1982, donde se unió a su hermano mayor Mick. Una vez más, él era pasar sólo un año en el Fellows Park antes de descender una división para jugar por Hereford United.
Kearns llegó a Hereford United en 1983 de 27 años y pasó cuatro años y medio en Edgar Street, donde fue el máximo goleador dos temporadas consecutivas, en 1985-86 y 1986-87. Kearns luego se trasladó a Wrexham. Terminó su Football League carrera con el club de Gales - una carrera que lo vio anotar 127 goles en 358 apariciones. Kearns a continuación, se trasladó a non-League football: en primer lugar, brevemente, con Kettering Town. Después jugó en el Rushden Town y Worcester City antes de unirse al recién formado Rushden Town. El 22 de agosto de 1992, que marcó el primer gol en la liga en la historia del club, en contra de Bilston Town en el Southern League Midland Division. En total, hizo 36 apariciones para el club, 26 Ligas, 1 Copa FA, FA Vase 2, 4 Copa de la Liga y la Copa 3 Hillier Senior. Se unió a Racing Club Warwick para una última temporada antes de retirarse a la edad de 37 años.
Kearns más tarde trabajó en el desarrollo de la propiedad en la zona de Banbury.

## Vida privada
El hermano mayor de Kearns, Mick Kearns, también es un exfutbolista profesional que hizo 19 apariciones para el República de Irlanda 1970-1979, elegible para jugar a través de la ascendencia familiar.